# Tomalá (kommun)
Tomalá är en kommun i Honduras.   Den ligger i departementet Departamento de Lempira, i den västra delen av landet, 170 km väster om huvudstaden Tegucigalpa. Antalet invånare är 5 176.